# Eien no Lady Doll
 (mars 2012).
Si vous disposez d'ouvrages ou d'articles de référence ou si vous connaissez des sites web de qualité traitant du thème abordé ici, merci de compléter l'article en donnant les références utiles à sa vérifiabilité et en les liant à la section « Notes et références ».
Singles de Wink
Real na Yume no Jōken
(1992) Kekkon Shō Ne
(1993)
Eien no Lady Doll (永遠のレディードール, parfois appelé Eien no Lady Doll ~Voyage Voyage~) est le 17e single du duo japonais Wink, sorti en 1993.

## Présentation
Le single sort le 17 février 1993 au Japon sous le label Polystar, quatre mois seulement après le précédent single du groupe, Real na Yume no Jōken. Il atteint la 19e place du classement de l'Oricon, et reste classé pendant quatre semaines, se vendant à 69 000 exemplaires durant cette période.
La chanson-titre est une reprise adaptée en japonais de la chanson française Voyage, voyage de Desireless écrite par Jean-Michel Rivat et Dominique Dubois, sortie en single en 1987. Elle figurera sur l'album Aphrodite qui sort quatre mois plus tard, puis sur les compilations Reminiscence de 1995 et Wink Memories 1988-1996 de 1996.
La chanson en face-B, Alone Again, est une adaptation en japonais de la chanson Nothing means more to me that you écrite par des artistes de Windham Hill Records. Elle figurera sur la compilation de "faces B" Back to Front de 1995.

## Liste des titres
| 1. | Eien no Lady Doll (永遠のレディードール) | Neko Oikawa  | Jean-Michel Rivat, Dominique Dubois  |  |
| 2. | Alone Again                              | Rui Serizawa | Jamey Jaz, Ren Toppano, Viqui Denman |  |